# Martha Frühwirt
Martha Frühwirt (* 30. April 1924 in Wien; † 23. März 1998 ebenda) war die Gründerin der ersten medizinischen Selbsthilfegruppe in Österreich (Frauenselbsthilfe nach Krebs).

## Leben
Martha Frühwirt war Bedienstete der Stadt Wien, ihre letzte Funktion hier war Leiterin des Jugendamtes. Neben ihrem Beruf leitete sie das Wiener Medizinische Selbsthilfezentrum, das seit 1986 im ehemaligen Leopoldstädter Kinderspital in der Oberen Augartenstraße 26–28 ansässig ist und an dessen Aufbau sie maßgeblich beteiligt war.
Martha Frühwirt starb am 23. März 1998 im Alter von 73 Jahren und wurde am 10. April 1998 am Ottakringer Friedhof bestattet (Gruppe 34, Reihe 18, Nummer 16). Das Grabnutzungsrecht lief am 10. April 2018 aus. Im September 1998 wurde das Medizinische Selbsthilfezentrum, der Sitz von rund 26 Selbsthilfegruppen, in Martha-Frühwirt-Zentrum für Medizinische Selbsthilfegruppen benannt.

## Auszeichnungen
- 1975: Silbernes Ehrenzeichen für Verdienste um das Land Wien
- 1983: Ernennung zur Regierungsrätin
- 1987: Professor-Dr.-Julius-Tandler-Medaille der Stadt Wien
- 1994: Goldenes Ehrenzeichen der Republik Österreich